# ستون فيليبس
ستون فيليبس (بالإنجليزية: Stone Phillips)‏ هو لاعب كرة قدم أمريكية وصحفي أمريكي، ولد في 2 ديسمبر 1954 في تكساس سيتي في الولايات المتحدة.

## وصلات خارجية
- الموقع الرسمي
- ستون فيليبس على موقع IMDb (الإنجليزية)
- ستون فيليبس على موقع إن إن دي بي (الإنجليزية)
- ستون فيليبس على موقع قاعدة بيانات الفيلم (الإنجليزية)